# Lekkoatletyka na Letnich Igrzyskach Olimpijskich 1948 – trójskok mężczyzn
Trójskok mężczyzn – był jedną z konkurencji lekkoatletycznych rozgrywanych podczas igrzysk olimpijskich w Londynie. Zawody odbyły się w dniu 3 sierpnia 1948 roku na Empire Stadium w Londynie. Wystartowało 29 zawodników z 18 krajów.

## Rekordy
Tabela uwzględnia rekordy uzyskane przed rozpoczęciem rywalizacji.
|                   | Zawodnik             | Wynik   | Miejsce | Data            |
| ----------------- | -------------------- | ------- | ------- | --------------- |
| Rekord świata     | Japonia Naoto Tajima | 16,00 m | Berlin  | 6 sierpnia 1936 |
| Rekord olimpijski | Japonia Naoto Tajima | 16,00 m | Berlin  | 6 sierpnia 1936 |

## Terminarz
| Data            | Godzina |              |
| --------------- | ------- | ------------ |
| 3 sierpnia 1948 | 11:00   | Kwalifikacje |
| 3 sierpnia 1948 | 15:30   | Finały       |

## Wyniki

### Eliminacje
Rywalizowano w dwóch grupach eliminacyjnych. Do finału awansowało dwunastu najlepszych zawodników z obu grup eliminacyjnych. Minimum kwalifikacyjne wynosiło 14,50 m
| Pozycja | Grupa el. | Zawodnik                  | Kraj              | Wyniki | Uwagi |
| ------- | --------- | ------------------------- | ----------------- | ------ | ----- |
| 1.      | A         | George Avery              | Australia         | 15,335 | Q     |
| 2.      | B         | Valdemar Rautio           | Finlandia         | 14,86  | Q     |
| 3.      | A         | Åke Hallgren              | Szwecja           | 14,77  | Q     |
| 4.      | B         | Adhemar Ferreira da Silva | Brazylia          | 16,69  | Q     |
| 5.      | B         | Henry Rebello             | Indie             | 14,65  | Q     |
| 6.      | A         | Hélio da Silva            | Brazylia          | 14,64  | Q     |
| 7.      | A         | Arne Åhman                | Szwecja           | 14,60  | Q     |
| 7.      | A         | Kim Won-kwon              | Korea Południowa  | 14,60  | Q     |
| 9.      | B         | Geraldo de Oliveira       | Brazylia          | 14,59  | Q     |
| 10.     | B         | Lennart Moberg            | Szwecja           | 14,57  | Q     |
| 11.     | B         | Les McKeand               | Australia         | 14,55  | Q     |
| 12.     | A         | Bill Albans               | Stany Zjednoczone | 14,55  | Q     |
| 13.     | B         | Ruhi Sarıalp              | Turcja            | 14,53  | Q     |
| 14.     | A         | Preben Larsen             | Dania             | 14,52  | Q     |
| 15.     | B         | Máximo Reyes              | Peru              | 14,38  |       |
| 16.     | A         | Erkki Koutonen            | Stany Zjednoczone | 14,37  |       |
| 17.     | B         | João Vieira               | Portugalia        | 14,28  |       |
| 18.     | A         | Robert Bobin              | Francja           | 14,13  |       |
| 19.     | A         | Bob Beckus                | Stany Zjednoczone | 14,03  |       |
| 20.     | A         | Charles Épalle            | Francja           | 14,02  |       |
| 21.     | B         | Felix Würth               | Austria           | 13,92  |       |
| 22.     | A         | Luís García               | Portugalia        | 13,92  |       |
| 23.     | B         | Carlos Vera               | Chile             | 13,85  |       |
| 24.     | B         | Allan Lindsay             | Wielka Brytania   | 13,70  |       |
| 25.     | A         | Sidney Cross              | Wielka Brytania   | 13,455 |       |
| -       | B         | Gallage Peiris            | Cejlon            | NM     |       |
| -       | B         | Stefán Sörensson          | Islandia          | NM     |       |
| -       | A         | Jorge Aguirre             | Meksyk            | DNF    |       |
| -       | A         | Robert Hawkey             | Wielka Brytania   | DNF    |       |
| -       | B         | Charles Thompson          | Gujana Brytyjska  | DNF    |       |

### Finał
| Pozycja | Zawodnik                  | Kraj              | Rezultat | Rezultat | Rezultat | Rezultat | Rezultat | Rezultat | Wynik  | Uwagi |
| Pozycja | Zawodnik                  | Kraj              | #1       | #2       | #3       | #4       | #5       | #6       | Wynik  | Uwagi |
| ------- | ------------------------- | ----------------- | -------- | -------- | -------- | -------- | -------- | -------- | ------ | ----- |
| 1.      | Arne Åhman                | Szwecja           | 15,40    | 14,68    | 14,89    | 14,58    | x        | x        | 15,40  |       |
| 2.      | George Avery              | Australia         | 15,365   | x        | 14,67    | 14,32    | 14,78    | -        | 15,365 |       |
| 3.      | Ruhi Sarıalp              | Turcja            | 14,32    | 15,02    | 14,91    | 15,025   | x        | -        | 15,025 |       |
| 4.      | Preben Larsen             | Dania             | b.d.     | b.d.     | b.d.     | b.d.     | b.d.     | b.d.     | 14,83  |       |
| 5.      | Geraldo de Oliveira       | Brazylia          | b.d.     | b.d.     | b.d.     | b.d.     | b.d.     | b.d.     | 14,825 |       |
| 6.      | Valdemar Rautio           | Finlandia         | b.d.     | b.d.     | b.d.     | b.d.     | b.d.     | b.d.     | 14,70  |       |
| 7.      | Les McKeand               | Australia         | b.d.     | b.d.     | b.d.     | b.d.     | b.d.     | b.d.     | 14,53  |       |
| 8.      | Adhemar Ferreira da Silva | Brazylia          | b.d.     | b.d.     | b.d.     | b.d.     | b.d.     | b.d.     | 14,49  |       |
| 9.      | Åke Hallgren              | Szwecja           | b.d.     | b.d.     | b.d.     | b.d.     | b.d.     | b.d.     | 14,485 |       |
| 10.     | Bill Albans               | Stany Zjednoczone | b.d.     | b.d.     | b.d.     | b.d.     | b.d.     | b.d.     | 14,33  |       |
| 11.     | Hélio da Silva            | Brazylia          | b.d.     | b.d.     | b.d.     | b.d.     | b.d.     | b.d.     | 14,31  |       |
| 12.     | Kim Won-kwon              | Korea Południowa  | b.d.     | b.d.     | b.d.     | b.d.     | b.d.     | b.d.     | 14,25  |       |
| 13.     | Lennart Moberg            | Szwecja           | b.d.     | b.d.     | b.d.     | b.d.     | b.d.     | b.d.     | 14,215 |       |
| 14.     | Henry Rebello             | Indie             | x        | x        | x        | x        | x        | x        | NM     |       |